# Gackowa
Gackowa (niem. Scheibel-Berg, 549 m n.p.m.) – szczyt znajdujący się w Grzbiecie Północnym Gór Kaczawskich, na północny wschód od Okola. Zbudowany ze skał metamorficznych – zieleńców i łupków zieleńcowych należących do metamorfiku kaczawskiego oraz młodopaleozoicznych porfirów. Całe wzniesienie porastają lasy świerkowe i bukowe, a u południowych podnóży ciągną się łąki i pola uprawne.